# Sylvain Runberg
Sylvain Runberg, född 1 januari 1971 i Tournai, är en belgisk serieförfattare. Han växte upp i Frankrike och delar idag sin tid mellan Frankrike och Sverige. Hans första album publicerades 2004, och sedan dess har han samarbetat med ett antal olika serietecknare i olika stilar, både med historisk och nutida inriktning samt rena äventyr. Hans och Olivier Martins Den mörka sidan tilldelades 2011 japanska utrikesministeriets "International Manga Award".

## Biografi
Runberg föddes i belgiska Tournai, i en familj där modern var belgiska och fadern fransman. Runberg växte sedan upp i sydfranska Provence, där han gick på konstlinjen under gymnasietiden i Vaucluse. Senare läste han nutidshistoria på Universitetet i Aix-en-Provence. Under uppväxten läste han mycket serier, inklusive Asterix, Batman och olika serier kopplade till serietidningen Spirou.
Sylvain Runberg tillbringade stora delar av 1990-talet kringresande runt Europa, delvis i anslutning till musikevenemang. Erfarenheterna från de här åren användes senare i skrivandet av hans och Phicils serie London Calling (2007–2010).

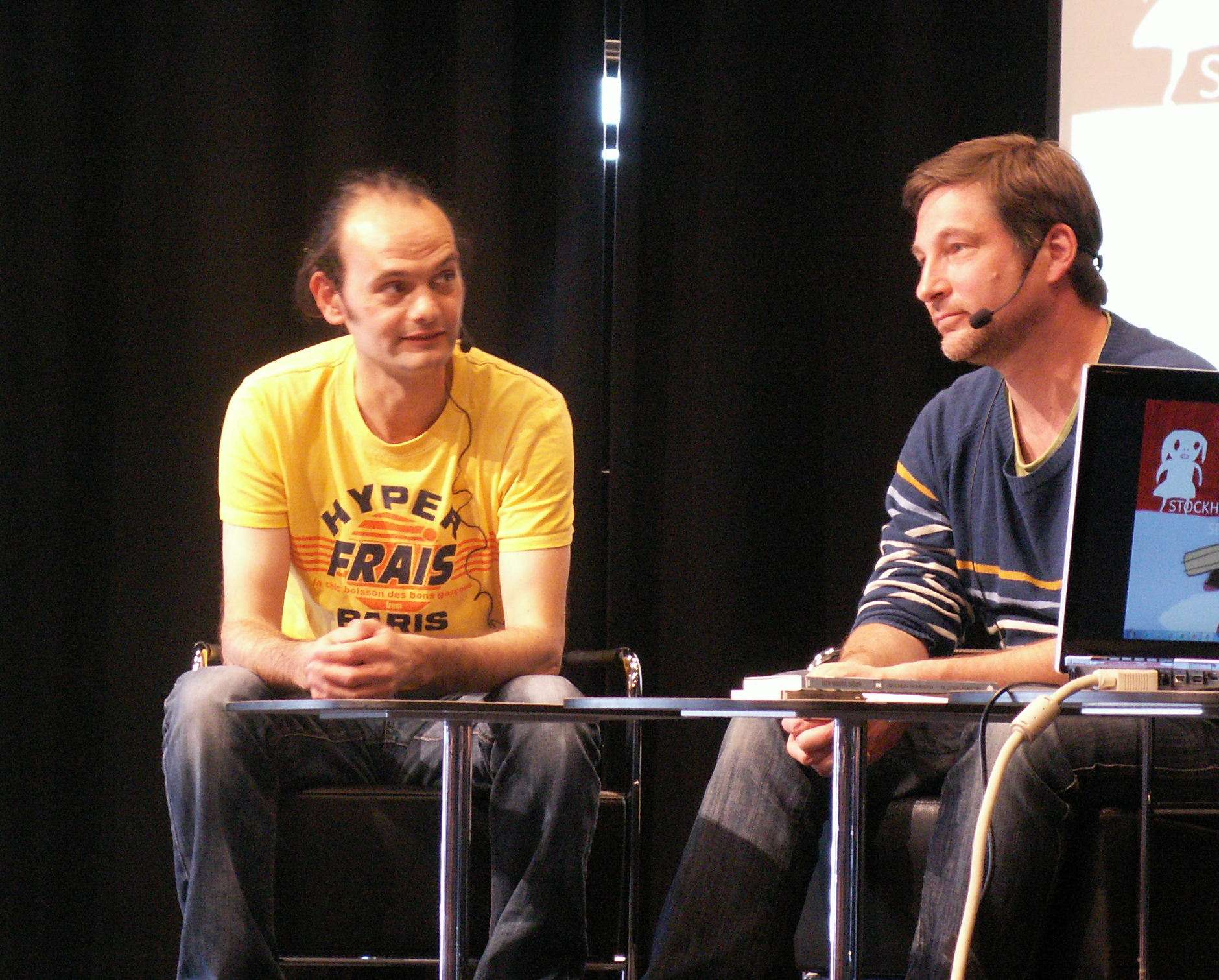
Sylvain Runberg (t.h.) och Den mörka sidan-tecknaren Olivier Martin, vid 2014 års Stockholms internationella seriefestival.

En olycka under 2001 tvang honom dock till en lång konvalescens, och under den tiden började han skriva. Hans första seriealbum, Astrid tecknat av Karim Friha, kom 2004 på Soleil Productions. Därefter har följt ett stort antal projekt ihop med olika tecknare – fram till 2013 sammanlagt ett drygt 30-tal seriealbum. Där ingår bland annat Les Colocataires (tecknad av Christopher, hos Dupuis) som inspirerades av Runbergs ungdomstid i Aix-en-Provence. Och tillsammans med tecknaren Boris Talijancic producerades fantasyserien Hammerfall (på svenska hos Albumförlaget), där 700-talets Skandinavien stod för miljön.
SF-serien Orbital, tecknad av Serge Pellé, blev en framgång. Den tvådelade serieromanen Den mörka sidan (Face cachée i original) vann "Silver Award" vid 2011 års utdelning av "International Manga Award", där Japans kulturminister var utdelare. Detta relationsdrama i japansk kontorsmiljö kom delvis till på grund av tecknaren Olivier Martins japanska intresse; Martins fru är från Japan.
Runberg delar sin tid mellan Frankrike och Sverige, där hans flickvän och deras gemensamma barn bor. Ett samarbete med svenske serietecknaren Peter Bergting ledde fram till andra albumet i serien Agence Interpol. Den 54-sidiga historien publicerades på svenska, under titeln”Interpol Stockholm: "Sektledaren"”, i nummer 7/2013 av Agent X9.
Mars 2013 publicerades första albumet i serieversionen av Stieg Larssons Millennium-serie. Serien, på franska Millénium, tecknas av José Homs.